# キャロットファーム
有限会社キャロットファーム（Carrot Farm Co. Ltd.）は、日本中央競馬会に馬主登録をしているクラブ法人である。愛馬会法人「株式会社キャロットクラブ」より匿名組合契約に基づく競走馬の現物出資を受けて、中央競馬などの競走に出走させている。
勝負服の柄は緑、白二本輪、白袖赤一本輪、冠名は特に用いない。

## 日本中央競馬会（JRA）収得賞金
- 2005年 収得賞金：11億282万円（4位）
- 2006年 収得賞金：9億6688万円（7位）
- 2007年 収得賞金：9億102万円（7位）
- 2008年 収得賞金：13億4677万円（4位）
- 2009年 収得賞金：11億3241万円（4位）
- 2010年 収得賞金：15億3309万円（3位）
- 2011年 収得賞金：22億6808万円（3位）
- 2012年 収得賞金：16億7212万円（3位）
- 2013年 収得賞金：20億5324万円（3位）
- 2014年 収得賞金：30億6028万円 (1位)
- 2015年 収得賞金：25億9703万円（2位）
- 2016年 収得賞金：31億8985万円（1位）
- 2017年 収得賞金：26億2115万円（2位）
- 2018年 収得賞金：26億8077万円（3位）
- 2019年 収得賞金：34億3815万円（2位）
- 2020年 収得賞金：24億4178万円（3位）
- 2021年 収得賞金：34億179万円（2位）
- 2022年 収得賞金：26億6432万円（3位）
- 2023年 収得賞金：35億4720万円（2位）
- 2024年 収得賞金：29億1559万2000円（2位）

## 主な所有馬
参考:キャロットクラブ 活躍馬

### 現役馬
太字はGI・JpnI競走を示す
- モントライゼ - 京王杯2歳ステークス
- ラヴェル - アルテミスステークス、チャレンジカップ[3]
- タスティエーラ - 弥生賞ディープインパクト記念、東京優駿、2025年クイーンエリザベス2世カップ[4]
- レーベンスティール - セントライト記念、エプソムカップ、オールカマー[5]
- ドゥレッツァ - 菊花賞[6]
- セラフィックコール - みやこステークス、ダイオライト記念[7]
- シュトラウス - 東京スポーツ杯2歳ステークス[8]
- シックスペンス - スプリングステークス、毎日王冠、中山記念[9]
- パラレルヴィジョン - ダービー卿チャレンジトロフィー
- ライトウォーリア - 川崎記念
- トータルクラリティ - 新潟2歳ステークス
- シュヴァリエローズ - 京都大賞典、ステイヤーズステークス
- ヘデントール - ダイヤモンドステークス、天皇賞 (春)
- ファンダム - 毎日杯
- カナルビーグル - ユニコーンステークス
- フェブランシェ - スパーキングレディーカップ

### 引退馬
- アヴェンチュラ - クイーンステークス、秋華賞
- アロンダイト - ジャパンカップダート
- ヴィータアレグリア - マリーンカップ[10]
- ゴルトブリッツ - アンタレスステークス、マーキュリーカップ、帝王賞
- シーザリオ - 優駿牝馬、アメリカンオークス、フラワーカップ
- ハットトリック - マイルチャンピオンシップ、香港マイル、京都金杯、東京新聞杯
- トゥザグローリー - 中日新聞杯、京都記念、日経賞、日経新春杯、鳴尾記念
- トリリオンカット - 朝日チャレンジカップ
- ディアデラノビア - フローラステークス、京都牝馬ステークス、愛知杯
- トランスワープ - 函館記念、新潟記念
- ブルーメンブラット - 府中牝馬ステークス、マイルチャンピオンシップ
- フィフティーワナー - アンタレスステークス
- フィフスペトル - 函館2歳ステークス、京成杯オータムハンデキャップ
- フレールジャック - ラジオNIKKEI賞
- トールポピー - 阪神ジュベナイルフィリーズ、優駿牝馬
- ランザローテ - プロキオンステークス
- ブレイクランアウト - 共同通信杯
- アダムスピーク - ラジオNIKKEI杯2歳ステークス
- アルフレード - 朝日杯フューチュリティステークス
- エピファネイア - 菊花賞、ラジオNIKKEI杯2歳ステークス、神戸新聞杯、ジャパンカップ
- ディアデラマドレ - マーメイドステークス、府中牝馬ステークス、愛知杯
- トゥザワールド - 弥生賞
- ハープスター - 桜花賞、札幌記念、チューリップ賞、新潟2歳ステークス
- フラガラッハ - 中京記念2回
- ランフォルセ - エルムステークス、ダイオライト記念、浦和記念、佐賀記念
- リアルインパクト - 安田記念、阪神カップ、ジョージライダーステークス
- メトロノース - 北海道2歳優駿
- バウンスシャッセ - フラワーカップ、中山牝馬ステークス、愛知杯
- リオンディーズ - 朝日杯フューチュリティステークス
- リラヴァティ - マーメイドステークス
- シンハライト - チューリップ賞、優駿牝馬、ローズステークス[11]
- マリアライト - エリザベス女王杯、宝塚記念[12]
- クリプトグラム - 目黒記念[13]
- ジェベルムーサ - エルムステークス[14]
- ルージュバック - きさらぎ賞、エプソムカップ、毎日王冠、オールカマー
- シャイニングレイ - ホープフルステークス、CBC賞[15]
- リアファル - 神戸新聞杯
- ネオリアリズム - 札幌記念、中山記念、クイーンエリザベス2世カップ[16]
- クリソライト - ジャパンダートダービー、日本テレビ盃、ダイオライト記念、コリアカップ
- ステファノス - 富士ステークス
- プロフェット - 京成杯
- レイデオロ - ホープフルステークス[17]、東京優駿、神戸新聞杯、オールカマー、天皇賞（秋）
- エピカリス - 北海道2歳優駿
- リスグラシュー - アルテミスステークス、東京新聞杯、エリザベス女王杯[18]、宝塚記念、コックスプレート、有馬記念
- ドレッドノータス - 京都2歳ステークス、京都大賞典
- メートルダール - 中日新聞杯
- クルーガー - マイラーズカップ、ダービー卿チャレンジトロフィー
- サートゥルナーリア - ホープフルステークス、皐月賞、神戸新聞杯、金鯱賞[19]
- メールドグラース - 新潟大賞典、鳴尾記念、小倉記念、コーフィールドカップ
- センテリュオ - オールカマー
- ムーンクエイク - 京王杯スプリングカップ
- クラージュゲリエ - 京都2歳ステークス
- パッシングスルー - 紫苑ステークス
- クリソベリル - 兵庫チャンピオンシップ、ジャパンダートダービー、日本テレビ盃、チャンピオンズカップ、帝王賞、JBCクラシック
- フィリアプーラ - フェアリーステークス
- コントラチェック - フラワーカップ、ターコイズステークス、オーシャンステークス
- マルシュロレーヌ - レディスプレリュード、TCK女王盃、エンプレス杯、ブリーダーズゴールドカップ、ブリーダーズカップ・ディスタフ
- ダイアナブライト - クイーン賞
- ノーヴァレンダ - 全日本2歳優駿、ダイオライト記念
- レイエンダ - エプソムカップ[20]
- サンクテュエール - シンザン記念[21]
- ザダル - エプソムカップ、京都金杯[22]
- レイパパレ - チャレンジカップ、大阪杯
- エフフォーリア - 共同通信杯、皐月賞、天皇賞（秋）、有馬記念
- レシステンシア - ファンタジーステークス、阪神ジュベナイルフィリーズ、阪急杯、セントウルステークス[23]
- スキルヴィング - 青葉賞[24]
- ヴェラアズール - 京都大賞典、ジャパンカップ[25]
- スルーセブンシーズ - 中山牝馬ステークス[26]
- グルーヴィット - 中京記念[27]
- ベレヌス - 中京記念[28][29]
- バーデンヴァイラー - マーキュリーカップ、佐賀記念[30]
- サクセッション - 新潟ジャンプステークス[31]
- カテドラル - 京成杯オータムハンデキャップ
- ナミュール - チューリップ賞、富士ステークス、マイルチャンピオンシップ[32]
- キラーアビリティ - ホープフルステークス、中日新聞杯
- フォーヴィスム - 兵庫ゴールドトロフィー

## 主な表彰馬
JRA賞
- 年度代表馬

リスグラシュー（2019年）、エフフォーリア（2021年）
- 最優秀2歳牡馬

アルフレード（2011年）、リオンディーズ（2015年）
- 最優秀2歳牝馬

トールポピー（2007年）、レシステンシア（2019年）
- 最優秀3歳牡馬

レイデオロ（2017年）、サートゥルナーリア（2019年）、エフフォーリア（2021年）、タスティエーラ（2023年）
- 最優秀3歳牝馬

シーザリオ（2005年）、アヴェンチュラ（2011年）、ハープスター（2014年）、シンハライト（2016年）
- 最優秀4歳以上牡馬

レイデオロ（2018年）
- 最優秀4歳以上牝馬

マリアライト（2016年）、リスグラシュー（2018年・2019年）
- 最優秀短距離馬

ハットトリック（2005年）
- 最優秀ダートホース

アロンダイト（2006年）、クリソベリル（2019年）
- 最優秀父内国産馬

シーザリオ（2005年）
NARグランプリ
- ダートグレード競走特別賞馬

クリソベリル（2020年）
- 特別表彰馬

マルシュロレーヌ（2021年）
NTRAモーメントオブザイヤー
マルシュロレーヌ（2021年）

## キャロットクラブ（愛馬会法人）
代表は作家でNHK在籍時にワシントン支局長などを務めた手嶋龍一 。株主としてコクヨ株式会社代表の黒田英邦と、その妻でノーザンファーム代表吉田勝己の娘の黒田真知子も名を連ねる。
1999年産までは出口牧場やグリーンヒルスタッド等が関連した外国産馬の割合が高いクラブであったが、2000年産以降は経営者も代わりノーザンファーム及び白老ファーム生産馬を多く取り扱うクラブへと変化した。
毎年6月頃に会員と関係者の親睦パーティー(1年おきに関東/関西持ち回り)、8月下旬もしくは9月上旬に北海道で募集馬見学ツアーが開催される。

## 引退競走馬の支援活動
競走生活を引退した競走馬の余生を支援する活動として、元JRA所属調教師の角居勝彦が石川県珠洲市に開設した珠洲ホースパーク（みんなのウマ株式会社）と連携し、元クラブ所属馬の余生を支援するプロジェクトに取り組んでいる。2024年9月の段階で珠洲ホースパークに、カウディーリョ（2020年関門橋ステークス・2021年丹頂ステークス勝馬）、グルーヴィット、ベレヌス、バーデンヴァイラーといった元クラブ所属馬が繋養される。